# Borj Rahhal
Pour les articles homonymes, voir Borj.
Borj Rahhal (en arabe : برج رحال) est un village libanais situé dans le Gouvernorat du Liban-Sud.
Selon Edward Henry Palmer en 1881, le nom Burj Rahhâl signifie « la tour du voyageur ».